# Grækenlands konger
Dette er en liste over Grækenlands konger. Landet blev et monarki, da dets uafhængighed fra det Osmanniske Rige blev anerkendt i 1830. Monarkiet er dog blevet suspenderet og/eller decideret afskaffet over flere gange: Fra 1924-35, under militærdiktaturet i 1973, og definitivt ved en folkeafstemning i 1974.
Som følge af at landet i dag ikke er et monarki, er de græske kongelige titler ikke længere anerkendt i Grækenland, der ved lov har afskaffet titlerne. Konstantin 2. er gennem sit ægteskab med Dronning Anne-Marie (datter af Danmarks Frederik 9.) forbundet med det danske kongehus, og de og deres børn bærer titler som prinser og prinsesser af Danmark. Efter 1974 er disse danske titler stadig anerkendt internationalt. I Den Internationale Olympiske Komité såvel som i en række lande udenfor Grækenland tituleres den tidligere konge, Konstantin 2., og de øvrige medlemmer af det græske kongehus dog stadig med deres kongelige titler.

## Slægten Wittelsbach
- Otto 1. (1833-1862)

## Slægten Slesvig-Holsten-Sønderborg-Glücksborg
- Georg 1. (1863-1913)
- Konstantin 1. (1913-1917) og (1920-1922)
- Alexander 1. (1917-1920)
- Georg 2. (1922-1924) og (1935-1947)
- Paul 1. (1947-1964)
- Konstantin 2. (1964-1974)